# Microcerberus stygius
Microcerberus stygius là một loài chân đều trong họ Microcerberidae. Loài này được Karaman miêu tả khoa học năm 1933.